# Caillouël-Crépigny
Caillouël-Crépigny är en kommun i departementet Aisne i regionen Hauts-de-France i norra Frankrike. Kommunen ligger  i kantonen Chauny som ligger i arrondissementet Laon. År 2022 hade Caillouël-Crépigny 459 invånare.

## Befolkningsutveckling
Antalet invånare i kommunen Caillouël-Crépigny
Referens: INSEE